# 47e législature de la Chambre des représentants de Belgique
La 47e législature de la Chambre des représentants de Belgique a commencé le 5 janvier 1988, et s'est achevée le 18 octobre 1991. Elle fait suite aux élections législatives du 13 décembre 1987. Elle englobe les gouvernements Martens VIII et IX .
Ce fut l'avant-dernière législature à compter 212 membres : la réforme constitutionnelle de 1993 réduit leur nombre à 150 députés fédéraux.

## Bureau
- Eric Vankeirsbilck, président
- André Baudson, premier vice-président ;
- Gilbert Temmerman, deuxième vice-président ;
- Charles-Ferdinand Nothomb, vice-président ;
- André Bourgeois, vice-président ;
- Emile Flamant, vice-président.

## Composition

### Christelijke Volkspartij(43)
1. Jos Ansoms
2. Georges Beerden (nl)
3. Félicien Bosmans (nl)
4. Joseph Bosmans
5. André Bourgeois
6. Paul Breyne
7. Frans Cauwenberghs
8. Daniël Coens
9. Jean-Luc Dehaene
10. Paul De Keersmaeker
11. Wivina Demeester
12. Johan De Roo
13. Manu Desutter
14. Luc Dhoore
15. Jozef Dupré
16. Mark Eyskens
17. Paul Hermans
18. Theo Kelchtermans
19. Mimi Kestelijn-Sierens
20. Jan Lenssens
21. Annie Leysen
22. Cyriel Marchand (nl)
23. Wilfried Martens
24. Trees Merckx-Van Goey
25. Chris Moors
26. Lisette Nelis-Van Liedekerke
27. Marc Olivier
28. Freddy Sarens
29. Miet Smet
30. Antoon Steverlynck (nl) succédé le 9/10/90 par Stefaan De Clerck
31. Leo Tindemans succédé le 27/7/89 par Paul Dumez
32. René Uyttendaele (nl)
33. Edgard Vandebosch
34. Luc Van den Brande, chef de groupe
35. Johan Van Hecke
36. Eric Vankeirsbilck
37. Jef Van Looy (nl)
38. Tony Van Parys
39. Marc Van Peel
40. Hugo Van Rompaey
41. Eric Van Rompuy
42. Hubert Van Wambeke
43. Hugo Weckx

### Parti socialiste(40)
1. Bernard Anselme
2. André Baudson
3. Yvon Biefnot
4. Colette Burgeon
5. Willy Burgeon
6. Philippe Busquin
7. Guy Charlier
8. Guy Coëme
9. Jacques Collart
10. André Cools succédé le 9/5/90 par Jean-Marie Léonard
11. Michel Daerden
12. Léon Defosset
13. André Degroeve succédé le 2/2/89 par Yvan Mayeur
14. Roger Delizée
15. Robert Denison
16. Sébastien De Raet
17. Elio Di Rupo succédé le 27/7/89 par Didier Donfut
18. François Dufour
19. Claude Eerdekens
20. Valmy Féaux
21. Gil Gilles
22. Jean-Marie Happart
23. Marc Harmegnies
24. Yvon Harmegnies
25. Jean-Pol Henry
26. Charles Janssens
27. Jacky Leroy
28. Jean Mottard
29. Philippe Moureaux
30. Laurette Onkelinx
31. Jean-Pierre Perdieu
32. Charles Picqué succédé le 1/2/90 par Viviane Jacobs
33. Jacques Santkin
34. Pierre Tasset
35. Eric Tomas
36. Robert Urbain
37. Jean-Paul Vancrombruggen
38. Alain Van der Biest, chef de groupe
39. Léon Walry
40. Yvan Ylieff

### Socialistische Partij(32)
1. Eddy Baldewijns
2. Aloïs Beckers (nl)
3. Gilbert Bossuyt
4. Pierre Chevalier
5. Willy Claes
6. Marcel Colla
7. Edgard Coppens (nl) succédé le 10/10/89 par Fred Dielens (nl)
8. Norbert De Batselier
9. Magda De Meyer (nl)
10. Erik Derycke
11. Leona Detiège
12. Anny Duroi-Vanhelmont
13. Marc Galle
14. Marcel Gesquière (nl)
15. Lode Hancké (nl)
16. Alfons Laridon
17. Olga Lefeber
18. Victor Peuskens
19. Jozef Sleeckx (nl)
20. Gilbert Temmerman succédé le 27/4/89 par Carlos Lisabeth
21. Jacques Timmermans
22. Louis Tobback, chef de groupe
23. Luc Van den Bossche
24. Frank Vandenbroucke
25. Victor Vanderheyden
26. Jean Van der Sande
27. Jos Van Elewyck succédé le 4/1/89 par Marcel Bartholomeeussen
28. Karel Van Miert succédé le 6/1/89 par Leo Peeters
29. Roger Van Steenkiste succédé le 2/10/91 par Patrick Hostekint
30. Louis Vanvelthoven (nl)
31. Jan Verheyden
32. Freddy Willockx

### Partij voor Vrijheid en Vooruitgang(25)
1. Peter Berben
2. Ward Beysen (nl)
3. Louis Bril
4. Willy Cortois
5. Rik Daems
6. Marcel Decoster
7. Herman De Croo
8. Etienne De Groot
9. André Denys
10. Roland Deswaene
11. Jacques Devolder
12. Patrick Dewael
13. Emile Flamant
14. André Kempinaire
15. Marc Mahieu
16. Anne-Marie Neyts-Uyttebroeck
17. Willy Taelman
18. Paul Vandermeulen
19. Maurice Vanhoutte
20. Dirk Van Mechelen
21. Willy Van Renterghem
22. Frans Verberckmoes
23. Guy Verhofstadt
24. Francis Vermeiren
25. Alfred Vreven

### PRL(23)
1. André Bertouille
2. Charles Cornet d'Elzius
3. André Damseaux
4. Armand De Decker
5. François-Xavier de Donnea succédé le 27/7/89 par Eric van Weddingen
6. Jean Defraigne succédé le 27/7/89 par Michel Foret
7. Denis D'hondt
8. Willem Draps
9. André Dubois
10. Daniel Ducarme
11. Jean Gol
12. Pierre Hazette
13. Paul Henrotin succédé le 9/10/90 par Etienne Bertrand
14. Édouard Klein
15. Etienne Knoops
16. Serge Kubla, chef de groupe
17. Louis Michel
18. Georges Mundeleer
19. Marcel Neven
20. Roger Nols
21. Louis Olivier
22. Jacques Pivin
23. Charles Poswick

### Volksunie(16)
1. Vic Anciaux
2. Frieda Brepoels
3. Herman Candries (nl)
4. Jan Caudron (nl)
5. Hugo Coveliers, chef de groupe
6. Julien Desseyn succédé le 4/1/89 par Jan Loones
7. Jaak Gabriels
8. Herman Lauwers (nl)
9. Nelly Maes
10. Jean-Pierre Pillaert
11. Johan Sauwens
12. Hugo Schiltz
13. Paul Vangansbeke (nl)
14. Paul Van Grembergen
15. Luk Vanhorenbeek
16. Daan Vervaet (nl) succédé le 19/4/90 par Etienne Van Vaerenbergh (nl)

### Parti Social-Chrétien(18 + 1)
1. André Antoine
2. Pierre Beaufays
3. Philippe Charlier
4. Anne-Marie Corbisier-Hagon
5. Jean-Pierre Detremmerie
6. Albert Gehlen
7. Paul-Henry Gendebien succédé le 11/10/88 par Ghislain Hiance
8. Jean-Pierre Grafé
9. René Jérôme
10. Philippe Laurent
11. Michel Lebrun
12. Alfred Léonard
13. Albert Liénard
14. Philippe Maystadt
15. Joseph Michel
16. Charles-Ferdinand Nothomb
17. Jean-Louis Thys
18. Melchior Wathelet

1. Robert Hendrick (siège comme indépendant)

### Agalev(6)
1. Jozef Cuyvers
2. Wilfried De Vlieghere
3. Jos Geysels
4. Hugo Van Dienderen
5. Wilfried Van Durme
6. Mieke Vogels

### Ecolo(3)
1. José Daras
2. Henri Simons
3. Xavier Winkel

### Vlaams Blok(2)
1. Gerolf Annemans
2. Filip Dewinter

### FDF/PPW (3)
1. Georges Clerfayt
2. André Lagasse
3. Antoinette Spaak